# Adekemi Adesida
Adekemi Victoria Adesida, née le 28 mai 1991 à Akure au Nigeria, est une gymnaste artistique nigériane.

## Carrière
Adekemi Adesida est médaillée de bronze par équipes aux Jeux africains de 2019.